# 郁新
郁新（1346年—1405年），字敦本，河南行省臨濠府臨淮縣（今安徽省鳳陽縣）人，明朝政治人物、户部尚书。
洪武年间，其以人才被征，授戶部度支主事，后升任郎中。再过一年，升户部右侍郎。太祖曾问天下戶口田賦，地理險易，其应答無遺，之后升任户部尚书。当时親王歲祿米五萬石，郁新定議減五之四，并定郡王以下祿有差别。之后有因邊餉不繼，定召商開中法，令商輸粟塞下，征收盐税，因此邊餉儲足。此外并重用戶部主事夏原吉。建文二年，因病回乡。
明成祖即位后，召掌戶部事，并以侍郎古樸辅佐。永樂元年，河南发生蝗灾，有关部门隐瞒实情，郁新弹劾并治理。次年，議公、侯、伯、駙馬、儀賓祿，二百石以上者，請如文武官例，米鈔兼給。永乐三年，以士卒勞困，議減屯田歲收不如額者十之四五，又議改納米北京贖罪者於南京倉。次年八月死于任上。朱棣感叹道：“郁新管理国家财政十三年，量計出入，现在又有谁能替代呢？”于是輟朝一日，賜葬祭，召夏原吉還禮部事。而郁新长于管理，密而不繁。其所規畫，后人不再改变。